# M/S Tärnan af Karlstad
M/S Tärnan af Karlstad är en tidigare svensk ångslup, som byggdes 1896 på Karlstads Mekaniska Verkstad för Axel Lindvall i Nättraby för trafik mellan Nättraby och Karlskrona.
Hon köptes år 1947 av Ture Westerholm i Hasslö och döptes om till Tärnan. År 1951 köptes hon av Göteborgs Trafik AB för trafik mellan Hjulvik och Göteborgs norra skärgård. År 1955 byggdes hon om på Marstrands Mekaniska Verkstad och fick en ny överbyggnad i aluminium. År 1970 köptes hon av Öckerö kommun, som använde henne till 1977. 
Därefter följde ett flertal ägarbyten. Sedan 2006 har hon renoverats och drivits av Vattudalens Kulturbåtars Intresseförening och trafikerar sommartid Ströms Vattudal.
Hon k-märktes 2013.